# Luis Alvarado Constenla
Luis Rafael Alvarado Constenla (29 de noviembre de 1940) es un geógrafo y político chileno, exministro de Estado del presidente Patricio Aylwin.

## Biografía
Estudió geografía en la Universidad de Chile y luego realizó estudios de sociología en la misma universidad. Ya en París, Francia, estudió ciencias sociales en la Universidad de La Sorbona. En la Universidad Católica de Chile realizó un posgrado en Desarrollo Urbano y Regional.
Como militante del Partido Socialista (PS), trabajó en los equipos técnicos de la campaña presidencial de Salvador Allende, en 1970. En 1973, año de la caída del gobernante, estuvo detenido en el Estadio Nacional de Santiago y luego fue enviado al recinto de detención de Chacabuco, en el norte del país.
Vivió exiliado en Argentina y Guatemala durante la dictadura militar que lideró en Chile el general Augusto Pinochet. Volvió en el año 1980. A fines de los años 1980 se incorporó, además, al Partido por la Democracia (PPD). En el PS fue miembro del Comité Central, de la Comisión Política y del Comité Ejecutivo. Fue elegido subsecretario del PS Unificado antes de que finalizara el régimen de Pinochet.
Tras el triunfo de Patricio Aylwin, candidato de la Concertación de Partidos por la Democracia, en la elección presidencial de 1989, fue nombrado ministro de Bienes Nacionales, cargo que desempeñaría hasta 1994.
En el Gobierno de Eduardo Frei Ruiz-Tagle fue nombrado embajador político de Chile en Túnez y Cuba (1995-1998).
Entre sus últimas actividades se cuenta su participación en el directorio de la revista Siete + 7, hoy desaparecida, y en Correos de Chile.